# Deadpool 2 (soundtrack)
Deadpool 2 is de originele soundtrack, gecomponeerd door Tyler Bates voor de film Deadpool 2 uit 2018 van David Leitch. Het album werd uitgebracht op 11 mei 2018 door Sony Classical en Fox Music.
De filmmuziek werd opgenomen in de Newman Scoring Stage van 20th Century Fox Studios. De muziek werd opgenomen en gemixt door Gustavo Borner en Nicholai Baxter.
Op 18 mei 2018 bracht Columbia Records een soundtrack uit met muziek uit de film van diverse artiesten. Een uitgebreide uitgave daarvan verscheen op 10 augustus 2018.

## Deadpool 2 (Original Motion Picture Score)
Sony Classical en Fox Music brachten op 11 mei 2018 het album met de filmmuziek uit. Op 17 augustus werd een vinylrelease voor het album uitgebracht.

### Tracklijst
Alle muziek is geschreven door Tyler Bates.
| 1.                 | X-Men Arrive                      | 0:58 |
| 2.                 | Fighting Dirty                    | 2:03 |
| 3.                 | Hello Super Powers                | 0:57 |
| 4.                 | Escape                            | 2:13 |
| 5.                 | Vanessa                           | 1:55 |
| 6.                 | Weasel Interrogation              | 1:11 |
| 7.                 | Holy S*** Balls                   | 1:32 |
| 8.                 | Mutant Convoy                     | 3:59 |
| 9.                 | The Name is Cable                 | 1:23 |
| 10.                | Sorry for Your Loss               | 1:01 |
| 11.                | You Can’t Stop this Mother F***** | 1:10 |
| 12.                | Ice Box                           | 1:19 |
| 13.                | Docking                           | 1:16 |
| 14.                | Make the Whole World our B****    | 3:15 |
| 15.                | Pity D***                         | 0:58 |
| 16.                | Knock Knock                       | 0:51 |
| 17.                | Let Me In                         | 1:43 |
| 18.                | Maximum Effort                    | 1:38 |
| 19.                | The Orphanage                     | 2:57 |
| 20.                | Cable Flashback                   | 1:23 |
| 21.                | Genuine High Grade Lead           | 1:53 |
| 22.                | Courage Mother F*****             | 1:27 |
| Totale duur: 37:02 |                                   |      |

## Deadpool 2 (Original Motion Picture Soundtrack)
Het album bevat nummers van diverse artiesten uit de film, waaronder de eerder uitgebrachte singles "Ashes" en "Welcome to the Party", evenals een track uit Bates' filmmuziek. Het album werd uitgebracht op 18 mei 2018 door Columbia Records.
Deadpool 2 (Original Motion Picture Soundtrack) debuteerde op de Amerikaanse Billboard 200-hitlijst op nummer 18, waarmee het de piek van de eerste Deadpool-filmsoundtrack (nummer 30 in 2016) overtrof.

### Tracklijst
| 1.                 | Ashes – Céline Dion                                                           | 3:19 |
| 2.                 | Welcome to the Party – Diplo, French Montana & Lil Pump featuring Zhavia Ward | 3:01 |
| 3.                 | Nobody Speak – DJ Shadow featuring Run the Jewels                             | 3:16 |
| 4.                 | In Your Eyes – Peter Gabriel                                                  | 5:29 |
| 5.                 | Take On Me (MTV Unplugged – Summer Solstice) – a-ha                           | 4:14 |
| 6.                 | If I Could Turn Back Time – Cher                                              | 4:01 |
| 7.                 | 9 to 5 – Dolly Parton                                                         | 2:45 |
| 8.                 | All Out of Love – Air Supply                                                  | 4:03 |
| 9.                 | We Belong – Pat Benatar                                                       | 3:42 |
| 10.                | Tomorrow – Alicia Morton                                                      | 2:30 |
| 11.                | Mutant Convoy – Tyler Bates                                                   | 3:59 |
| 12.                | Bangarang – Skrillex featuring Sirah                                          | 3:35 |
| Totale duur: 43:54 |                                                                               |      |

## Deadpool 2 (Original Motion Picture Soundtrack) [Deluxe – Super Duper Cut]
De uitgebreide uitgave van het album bevat de nummers van diverse artiesten die eerder zijn uitgebracht, met toevoeging van zes nummers. Het album werd uitgebracht op 10 augustus 2018 door Columbia Records.

### Tracklijst
| 1.                 | Ashes – Céline Dion                                                           | 3:19 |
| 2.                 | Welcome to the Party – Diplo, French Montana & Lil Pump featuring Zhavia Ward | 3:01 |
| 3.                 | You Can’t Stop this Mother F***** (Choir Only Mix) – Tyler Bates              | 1:10 |
| 4.                 | Deadpool Rap (X-Force Remix) – Teamheadkick                                   | 2:20 |
| 5.                 | Nobody Speak – DJ Shadow featuring Run the Jewels                             | 3:16 |
| 6.                 | In Your Eyes – Peter Gabriel                                                  | 5:29 |
| 7.                 | Take On Me (MTV Unplugged – Summer Solstice) – a-ha                           | 4:14 |
| 8.                 | If I Could Turn Back Time – Cher                                              | 4:01 |
| 9.                 | 9 to 5 – Dolly Parton                                                         | 2:45 |
| 10.                | All Out of Love – Air Supply                                                  | 4:03 |
| 11.                | We Belong – Pat Benatar                                                       | 3:42 |
| 12.                | Tomorrow – Alicia Morton                                                      | 2:30 |
| 13.                | Mutant Convoy – Tyler Bates                                                   | 3:59 |
| 14.                | Bangarang – Skrillex featuring Sirah                                          | 3:35 |
| 15.                | Ashes – Jordan Smith                                                          | 3:11 |
| 16.                | Love Hurts – The Osborne Brothers                                             | 2:51 |
| 17.                | Fight Dirty – Guignol & Mischief Brew                                         | 4:02 |
| 18.                | Fly Like an Eagle – Steve Miller Band                                         | 4:42 |
| Totale duur: 62:00 |                                                                               |      |

## Prijzen en nominaties
| Jaar | Prijs         | Categorie                                    | Genomineerde(n)                              | Uitslag     |
| ---- | ------------- | -------------------------------------------- | -------------------------------------------- | ----------- |
| 2019 | Grammy Awards | Best Compilation Soundtrack for Visual Media | Best Compilation Soundtrack for Visual Media | Genomineerd |